# Amphibiocapillaria
Genre
Amphibiocapillaria est un genre de nématodes de la famille des Capillariidae.

## Description
Le stichosome est constitué d'une seule rangée comptant de nombreux stichocytes (plus de cinquante). Chez le mâle, l'extrémité postérieure n'a pas de palettes caudales mais a une petite bourse membraneuse soutenue par une paire de projections digitales et de grandes papilles adanales. Le spicule a de nombreuses rainures transversales rugueuses et sa gaine est épineuse. L'appendice vulvaire de la femelle est absent ou présent.

## Hôtes
Les espèces de ce genre parasitent l'intestin et le foie d'amphibiens et le tube digestif de reptiles.

## Taxinomie
Selon Moravec et Huffman (2000), le genre Amphibiocapillaria comprend les espèces suivantes, :
- Amphibiocapillaria bufonis (Morishita, 1926), parasite l'intestin d'anoures[6] ;
- Amphibiocapillaria combesi (Chabaud & Knoepffler, 1985), parasite la paroi intestinale de salamandres[7] ;
- Amphibiocapillaria costacruzi (Travassos, 1932), parasite l'intestin de grenouilles[8] ;
- Amphibiocapillaria freitaslenti (Araujo & Gandra, 1941), parasite l'intestin de lézards[9] ;
- Amphibiocapillaria serpentina (Harwood, 1932), parasite le tube digestif de tortues[10] ;
- Amphibiocapillaria texensis Moravec & Huffman, 2000, parasite l'intestin de salamandres[11] ;
- Amphibiocapillaria tritoniscristati (Diesing, 1861), parasite le foie de tritons[12] ;
- Amphibiocapillaria tritonispunctati (Diesing, 1851), parasite l'intestin d'urodèles et peut-être de grenouilles[13].